# Marathon de Los Andes
La Marathon de Los Andes es una maratón que se celebra de forma anual desde 1984 en el valle del Mantaro, uniendo las capitales de las provincias de Huancayo y Jauja en el departamento de Junín, Perú. La carrera recorre un total de 42.195 kilómetros siguiendo la carretera central (el ramal de la margen izquierda en la provincia de Huancayo) a una altitud promedio de 3,200 metros sobre el nivel del mar.

## Historia
La maratón fue organizada desde el 1985 por iniciativa de la empresa Arturo Field y la Estrella Ltda. S.A. que buscaba un evento deportivo para celebrar el 120° aniversario de su fundación. La intención inicial era unir el estadio Monumental de Jauja con el Estadio Huancayo pero ello no fue posible debido a que la distancia entre ambos recintos superaba los 42 kilómetros reglamentarios. No obstante, las tres primeras ediciones se realizaron con distancias mayores a la reglamentaria (45.1 en 1984, 44.1 en 1985 y 43.7 en 1986). Estas tres ediciones fueron ganadas por el atleta huancaíno Hugo Gavino Salazar quien, además, fue campeón nacional en las carreras de 5,000 y 10,000 metros en 1975. Desde 1988 se establece la distancia definitiva de 42.195 desde el distrito de Ataura en la provincia de Jauja hasta el Estadio Huancayo en el centro de la ciudad de Huancayo.
Hasta 1990, a pesar de la participación nacional, los ganadores de la prueba fueron exclusivamente huancaínos siendo que a partir de 1991 se perdió esa hegemonía. En 1993, la Municipalidad Provincial de Huancayo declara al evento como "Patrimonio del Pueblo de Huancayo" asumiendo la responsabilidad de su organización. En 1999, mediante Resolución de Alcaldía N° 838-99-MPH/A, la municipalidad declaró al evento "Patrimonio de la Nación Wanka". En el año 2009, tras recibir la medición oficial por parte de la IAAF, la maratón fue certificada con medición oficial.
En la edición del 2019, además de la distancia de 42 kilómetros, también se corrieron distancias de 21 y 10 kilómetros. Los años 2020 y 2021, la competencia no se ha llevado a cabo debido a la pandemia del COVID-19.

## Ganadores

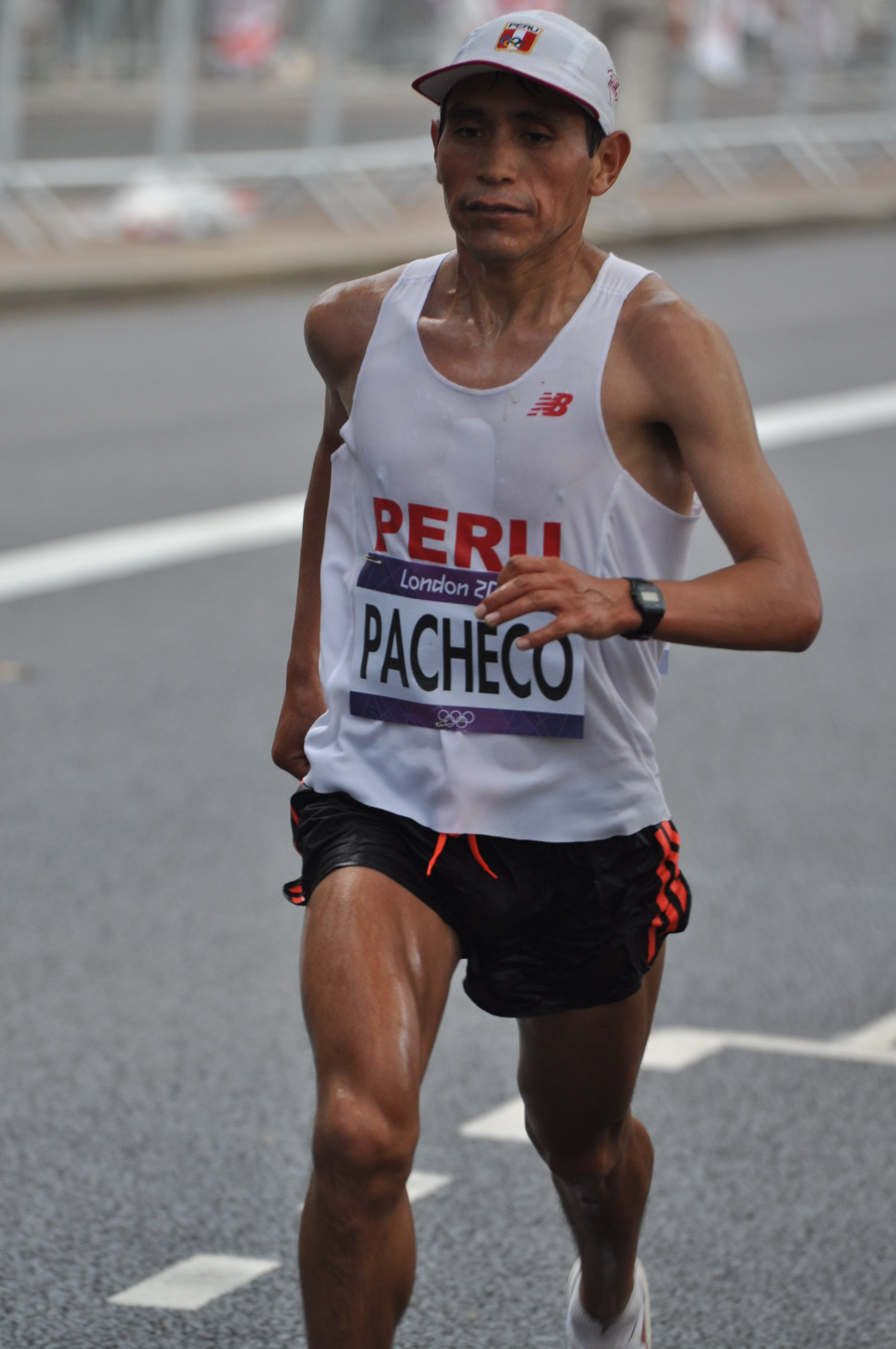
Raúl Pacheco, ganador de varias ediciones.

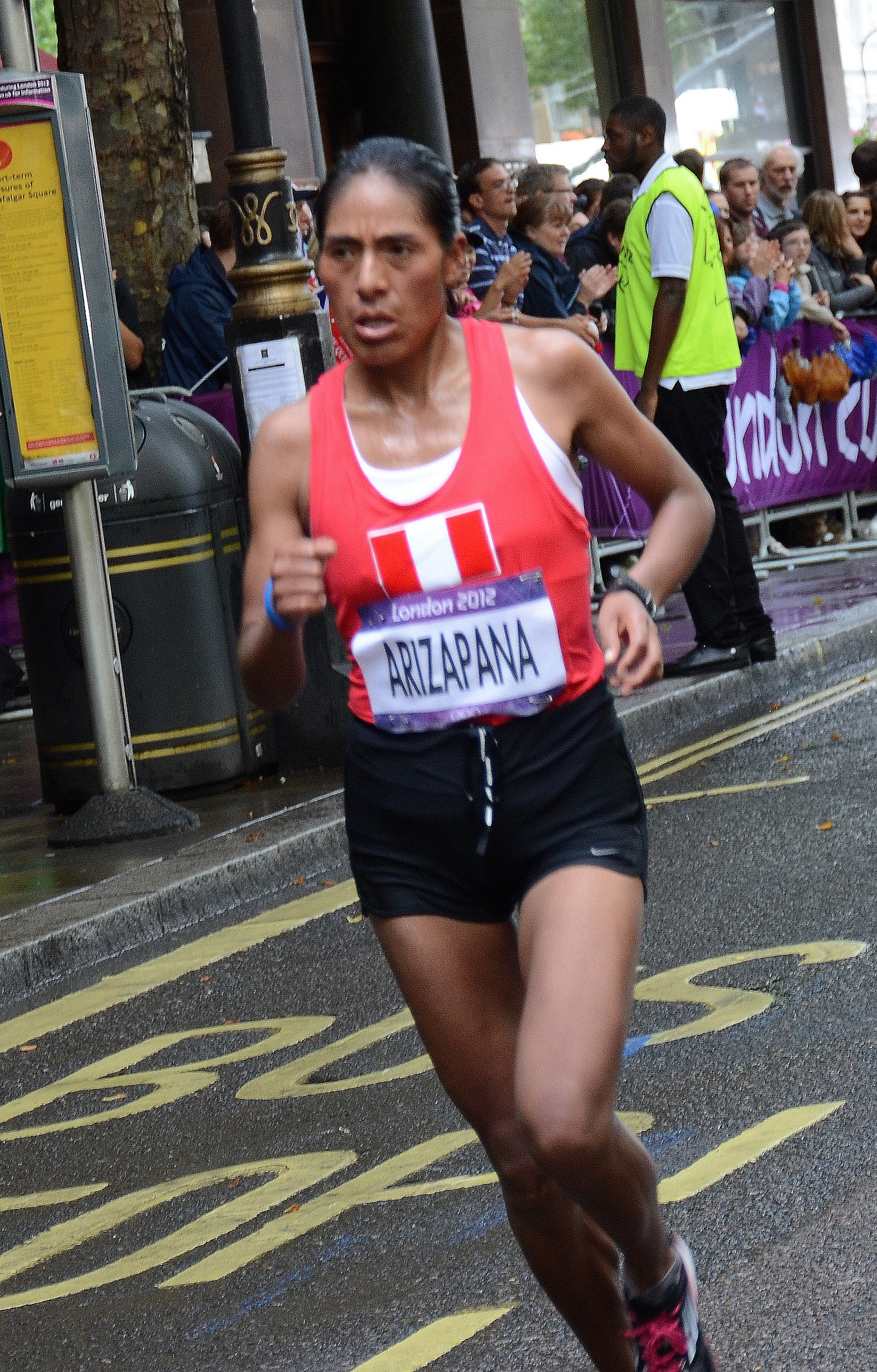
Wilma Arizapana, ganadora de las ediciones 2008 y 2016.

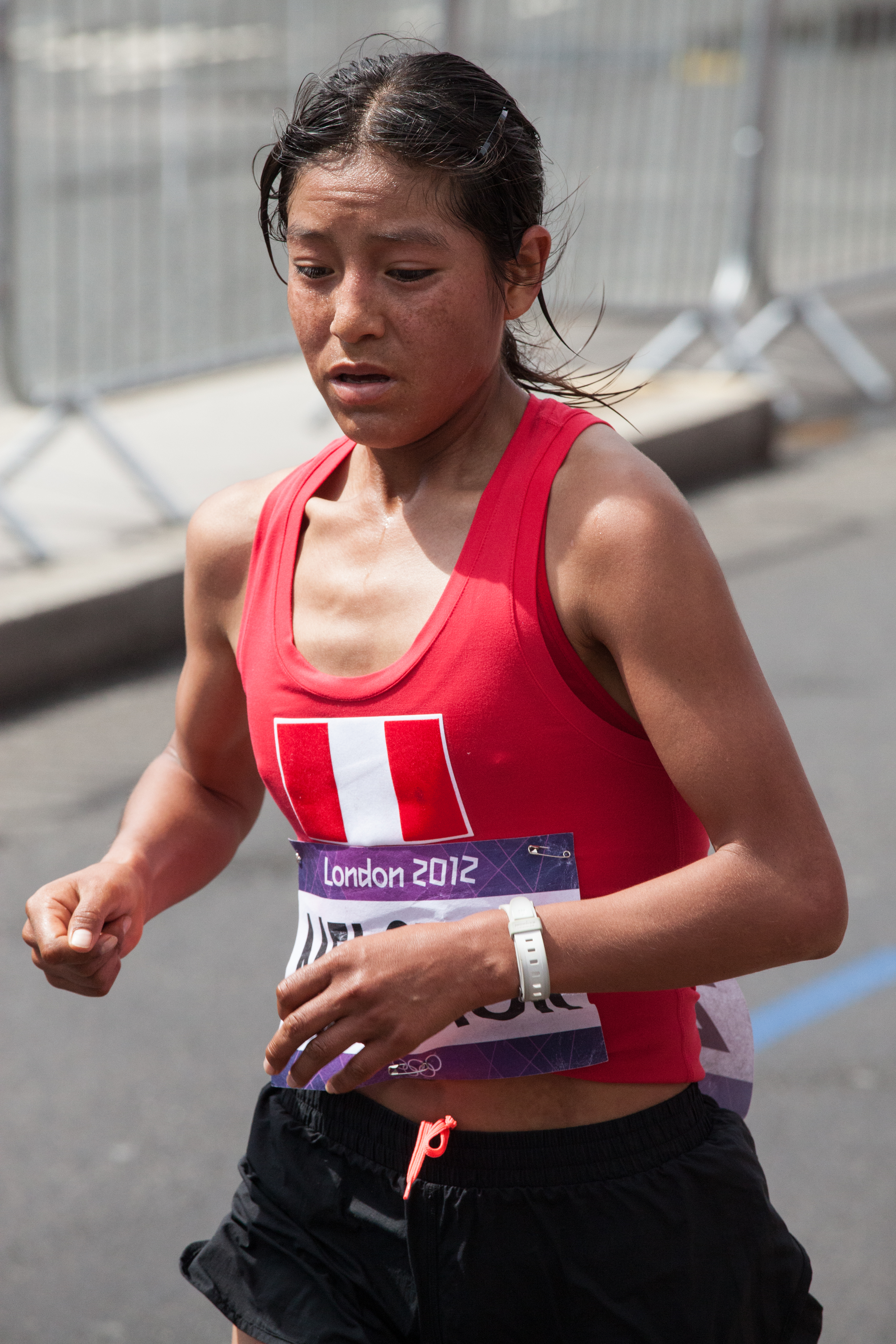
Inés Melchor, ganadora de las ediciones 2012 y 2014.

Los ganadores de cada edición fueron:
| Año  | Atleta Masculino             | País    | Tiempo  | Atleta Femenina               | País    | Tiempo  | Ref.  |
| ---- | ---------------------------- | ------- | ------- | ----------------------------- | ------- | ------- | ----- |
| 1984 | Hugo Gavino Salazar          | Perú    | 2:40:34 | Ruth Jaime Campos             | Perú    | 1:02:25 |       |
| 1985 | Hugo Gavino Salazar          | Perú    | 2:45:19 | Ruth Jaime Campos             | Perú    | 1:02:26 |       |
| 1986 | Hugo Gavino Salazar          | Perú    | 2:36:09 | Ena Guevara                   | Perú    | 3:23:18 |       |
| 1987 | Orlando Calderón Yachachi    | Perú    | 2:34:41 | Marilú Salazar Musayón        | Perú    | 3:20:06 |       |
| 1988 | Orlando Calderón Yachachi    | Perú    | 2:32:13 | Marilú Salazar Musayón        | Perú    | 3:01:54 |       |
| 1989 | Orlando Calderón Yachachi    | Perú    | 2:31:57 | Florinda Camayo Lapa          | Perú    | 3:15:12 |       |
| 1990 | Julián Mueras Ochoa          | Perú    | 2:38:18 | Florinda Camayo Lapa          | Perú    | 3:20:12 |       |
| 1991 | Gilberto Torres Estacio      | Perú    | 2:32:32 | Marilú Salazar Musayón        | Perú    | 3:12:46 |       |
| 1992 | No se realizó                |         |         |                               |         |         |       |
| 1993 | Edgar Rodríguez Rodríguez    | Perú    | 2:28:54 | Justina Calizaya Huaca        | Bolivia | 3:11:51 |       |
| 1994 | Gilberto Torres Estacio      | Perú    | 2:25:54 | Florinda Camayo Lapa          | Perú    | 3:00:23 |       |
| 1995 | Policarpio Calizaya Huaca    | Bolivia | 2:25:46 | Florinda Camayo Lapa          | Perú    | 2:53:20 |       |
| 1996 | Miguel Mallqui Ichivarria    | Perú    | 2:24:42 | Florinda Camayo Lapa          | Perú    | 2:50:06 |       |
| 1997 | Juan José Castillo Izarra    | Perú    | 2:32:32 | Marilú Salazar Musayón        | Perú    | 2:48:13 |       |
| 1998 | Miguel Mallqui Ichivarria    | Perú    | 2:27:03 | Enma Cabrera Palafox          | México  | 2:58:13 |       |
| 1999 | Miguel Mallqui Ichivarria    | Perú    | 2:27:39 | María Portilla Cruz           | Perú    | 2:54:51 |       |
| 2000 | Miguel Mallqui Ichivarria    | Perú    | 2:28:08 | María Portilla Cruz           | Perú    | 2:59:02 |       |
| 2001 | Miguel Mallqui Ichivarria    | Perú    | 2:27:47 | Carla Velásquez Mercado       | Bolivia | 3:00:43 |       |
| 2002 | Miguel Mallqui Ichivarria    | Perú    | 2:24:49 | Justina Calizaya Huaca        | Bolivia | 3:04:58 |       |
| 2003 | Raúl Manuel Pacheco Mendoza  | Perú    | 2:24:55 | Sandra de las Mercedes Ruales | España  | 3:00:06 |       |
| 2004 | Miguel Mallqui Ichivarria    | Perú    | 2:23:04 | Julia Rivera López            | Perú    | 2:51:34 |       |
| 2005 | Paulino Canchanya Canchanya  | Perú    | 2:26:31 | Julia Rivera López            | Perú    | 2:55:51 |       |
| 2006 | Raúl Manuel Pacheco Mendoza  | Perú    | 2:26:54 | Jimena Misayauri Camargo      | Perú    | 1:18:31 |       |
| 2007 | Constantino León López       | Perú    | 2:25:49 | Jimena Misayauri Camargo      | Perú    | 2:50:12 |       |
| 2008 | Edmundo Torres Torres        | Perú    | 2:26:36 | Wilma Janeth Arizapana Yucra  | Perú    | 2:54:14 |       |
| 2009 | Raúl Manuel Pacheco Mendoza  | Perú    | 2:22:09 | Hortencia Arzapalo Ramos      | Perú    | 2:48:22 | [ 4 ] |
| 2010 | Constantino León López       | Perú    | 2:21:02 | Hortencia Arzapalo Ramos      | Perú    | 2:42:55 |       |
| 2011 | Raúl Manuel Pacheco Mendoza  | Perú    | 2:23:15 | Hortencia Arzapalo Ramos      | Perú    | 2:48:01 |       |
| 2012 | Constantino León López       | Perú    | 2:20:47 | Santa Inés Melchor Huiza      | Perú    | 2:51:40 |       |
| 2013 | Alene Emere Reta             | Etiopía | 2:22:30 | Hortencia Arzapalo Ramos      | Perú    | 2:45:18 |       |
| 2014 | Raúl Manuel Pacheco Mendoza  | Perú    | 2:18:30 | Santa Inés Melchor Huiza      | Perú    | 2:39:06 |       |
| 2015 | Raúl Manuel Pacheco Mendoza  | Perú    | 2:22:43 | Scola Kiptoo                  | Kenia   | 1:15:14 |       |
| 2016 | Raúl Manuel Pacheco Mendoza  | Perú    | 2:21:27 | Wilma Janeth Arizapana Yucra  | Perú    | 2:47:39 | [ 5 ] |
| 2017 | Cristhian Pacheco Mendoza    | Perú    | 2:18:07 | Glays Machacuay Huamán        | Perú    | 2:45:26 |       |
| 2018 | Cristhian Pacheco Mendoza    | Perú    | 2:15:10 | Margaret Karie Toroitich      | Kenia   | 2:42:13 |       |
| 2019 | Max Henry Belisario Sucapuca | Perú    | 2:15:14 | Amare Shewarge Alene          | Etiopía | 2:43:18 | [ 6 ] |
| 2020 | No se realizó                |         |         |                               |         |         |       |
| 2021 | No se realizó                |         |         |                               |         |         |       |
| 2022 | Cristhian Pacheco Mendoza    | Perú    | 2:17:26 | Scola Jepkmoi Kipto           | Kenia   | 2:22    | [ 7 ] |
| 2023 | Cristhian Pacheco Mendoza    | Perú    | 2:19:51 | Zaida Ramos Acevedo           | Perú    | 2:19:09 | [ 8 ] |